# قواعد اللغة الهولندية
قواعد اللغة الهولندية تتشابه كثيراً مع قواعد اللغة الألمانية، وكذلك بدرجة أقل مع قواعد اللغة الإنجليزية. ومتعلم اللغة يكتشف منذ البداية أن ترتيب الجملة يختلف كثيراً عن أي نظام لغة أخرى، مما يشكل صعوبة وبطء في التعلم حتى يعتاد هذا النظام، فالجملة تتكون من فعل وفاعل ومفعول، لكنها حين تحوي أكثر من فعل فإنه بداية من الفعل الثاني يتم نقله إلى آخر الجملة، وأيضاً إذا كانت الجملة شرطية فإن الفعل في جملة الشرط ينقل إلى آخر الجملة، ويُبدأ بالفعل في جملة جواب الشرط كما سيتم توضيحه لاحقاً.

## الأصوات، الحروف والكلمات‏(Klanken, letters & woorden)
يحدد طول صوت حرف العلة في اللغة الهولندية باستخدام مزيج من حروف العلة والحروف الساكنة المكررة (Man (رَجُل)، Maan (قمر)). والتغيير من الحروف الفردية للحروف المكررة شائع جداً عندما نتحدث عن قواعد اللغة الهولندية، لكن من السهل تخمينها ما إن يألف المرء قواعد التهجي الهولندية. وهذا يعني أن تباديل التهجي ليست جزءاً من قواعد اللغة الهولندية ولن يتم مناقشتها هنا. ولمزيد من المعلومات انظر قواعد الإملاء الهولندية.

### حروف العلة (Klinkers)
فهم حروف العلة والتحكم في نطقها على النحو الصحيح يحدد مدى إتقان تعلم اللغة، وفيما يلي جدول بتراكيب حروف العلة وكيفية نطقها:
| حروف العلة | مثال                     | كيفية النطق |
| ---------- | ------------------------ | ----------- |
| ie         | dief (لص)                | استمع       |
| uu         | duur (غالي)              | استمع       |
| ee         | veel (كثير)              | استمع       |
| eu         | leuk (لطيف)              | استمع       |
| i          | kip (دجاج)               | استمع       |
| e          | snel (سريع)              | استمع       |
| u          | lunch (وجبة الغذاء)      | استمع       |
| ei/ ij     | ei (بيضة) tijd (وقت)     | استمع       |
| ui         | ui (بصلة)                | استمع       |
| oe         | goed (جيد)               | استمع       |
| oo         | oom (عم)                 | استمع       |
| o          | zon (شمس)                | استمع       |
| aa         | maan (قمر)               | استمع       |
| a          | man (رجل)                | استمع       |
| ou/ au     | bout/ rauw (صامولة/ خام) | استمع       |

## الأفعال (Werkwoorden)
تصرف الأفعال الهولندية للأشخاص والأعداد، وللزمنين (المضارع والماضي)، وفي صيغ الفعل الثلاثة: (الدالة، والشرطية، والأمر). على أية حال كل أشكال الجمع للفعل الهولندي واحدة، وفي الاستخدام الحديث يكون للصيغة الدالة للمفرد تصريفات مختلفة للضمائر الشخصية، وعلاوة على ذلك الأفعال لها شكل في المصدر وشكلين كاسم فاعل ومفعول. المجموعات النحوية الأخرى مثل زمن المستقبل والأزمنة التامة يعبر عنها بالأشكال التحليلية، باستخدام فعلين أو أكثر مساعدين جنباً إلى جنب مع الفعل في المصدر أو أسماء الفاعل أو المفعول.
الهولندية تحتفظ بأنواع الأفعال التي ورثتها عن الألمانية: الأفعال القوية والضعيفة، وأفعال المضارع التام، لكنها تعتبر شاذة (تصريفها شاذ). كل الأفعال العادية تصرف بنفس الطريقة في المضارع (بما في ذلك المصدر وأسماء الفاعل والمفعول)، وبالتالي فإن الأفعال القوية والضعيفة تصنع كل الفرق في زمن الماضي فقط.
والجدول التالي يعطي نظرة عامة عن نهايات الأفعال:
| مصدر                  | en-  | en-            | en-      |
| الصيغة الدالة         |      |                |          |
|                       | حاضر | ماضي ضعيف      | ماضي قوي |
| المفرد المتكلم        | -    | -de, -te       | -        |
| المفرد المخاطب jij    | -(t) | -de, -te       | -        |
| مفرد وجمع مخاطب gij   | -t   | -de(t), -te(t) | -(t)     |
| مفرد وجمع مخاطب u     | -t   | -de, -te       | -        |
| المفرد الغائب         | -t   | -de, -te       | -        |
| جمع                   | -en  | -den, -ten     | -en      |
| الصيغة الشرطية        |      |                |          |
|                       | حاضر | ماضي ضعيف      | ماضي قوي |
| مفرد                  | -e   | -de, -te       | -e       |
| جمع                   | -en  | -den, -ten     | -en      |
| صيغة الأمر            |      |                |          |
| عام                   | -    | -              | -        |
| جمع                   | -t   | -t             | -t       |
| أسماء الفاعل والمفعول |      |                |          |
|                       | حاضر | ماضي ضعيف      | ماضي قوي |
|                       | -end | ge- -d, ge- -t | ge- -en  |

ملاحظات:
- عندما ينتهي جذر الفعل ب t- فإن تصريف الفعل ب t- لا يضاف حيث أنه لا توجد كلمة تنتهي ب tt-، وعندما ينتهي فعل ب d- فإن تصريف اسم المفعول لا يضاف.
- عندما يتبع تصريف المفرد المخاطب غير الرسمي jij بالضمير الشخصي ذاته فإنه يفقد ال t-.

?Jij werkt → Werk jij (أنت تعمل - هل تعمل أنت؟)، بينما ال t- توجد في الحالات الأخرى.
- الt- في المفرد المخاطب بلكنة الجنوب gij اختيارية في صيغة الماضي، وهي تعتبر أيضاً لفظ أثري.
- صيغة الشرطية ليست منتشرة كثيراً في الهولندية الحديثة، وتوجد أكثر في الجمل المتعارف عليها.
- صيغة الأمر في الجمع أيضاً لم تعد مستعملة كثيراً وتُرِكَت اختيارية في التعديل اللغوي في أربعينات القرن العشرين.

وأسماء الفاعل والمفعول تستعمل عادة كصفات وتصرف على هذا الأساس، وعندما يستخدم اسم الفاعل كظرف أو خبر (ونادراً ما يأتي) فإنه يمكن استخدام كلاً من الشكلين المصرف وغير المصرف، مثال على ذلك:
.Ik heb een vallende ster gezien («لقد شاهدت نجماً متساقطاً.»)
.Het nieuws verspreidt zich als een lopend vuurtje («لقد انتشرت الأخبار كالنار في الهشيم.»)
.De gemaakte keuze bleek niet zo geweldig («لم يظهر الاختيار المستقر عليه أنه كان عظيماً.»)
.Gebroken glas is gevaarlijk («الزجاج المكسور خطر.»)
.Al doende leert men («يتعلم المرء من الممارسة.»)
- يمكن استخدام المصدر في الجمل الأكبر، ويشبه ذلك كثيراً الإنجليزية، لكنه يستخدم أيضاً كاسم فعلي gerund، والاسم الفعلي الهولندي محايد وليس له جمع:
.Het doden van mensen is verboden («قتل الناس محرم»)
.Ik heb een hekel aan wachten («أكره الانتظار.»)

### الأفعال الضعيفة (zwakke werkwoorden)
الأفعال الضعيفة هي أكثر أنواع الأفعال شيوعاً في اللغة الهولندية والأكثر غزارة، وتعني ببساطة الأفعال المنتظمة، ومصطلح ضعيفة اخترعه Jacob Grimm وخصصه للغات الألمانية، وليس له أي علاقة منطقية بالقوة أو الضعف بالمعنى الشائع. فالأفعال الضعيفة هي يتكون الماضي بها من إضافة أحد الحروف السواكن النطعية التالية: d ،t، ويعتمد استخدام أياً منهما دون الآخر على الحرف الأخير من جذر الفعل، إذا انتهى الفعل بحرف مهموس فإن t- تستخدم، وبخلاف ذلك تستخدم ال d-. وغالباً ما تجمع نهايات حروف الفعل المتطلبة للإضافة t- في الجملة الإستذكارية 't kofschip (ت كوفتسخب)، فإذا ما انتهى الفعل بأحد حروف جملة (t kofschip (t, k, f, s, ch, p فإن الفعل الماضي يصرف ب t-، على أية حال تنطبق هذه القاعدة أيضاً على الحروف c, q, x وأي حرف مهموس آخر:
werken, werkte («يعمل، عمل»)
leren, leerde («يتعلم/ يدرّس، تعلم/ درّس»)
razen, raasde («يغضب، غضب»)
lossen, loste («يفقد/ يتخلّص، فقد»)
التصريف الكامل لفعل werken وleren يتم كالتالي:
| مصدر                   | يعمل werken | يعمل werken |
| الصيغة الدالة          |             |             |
|                        | حاضر        | ماضي        |
| صيغة المتكلم المفرد Ik | werk        | werkte      |
| صيغة المخاطب jij       | werk(t)     | werkte      |
| مفرد وجمع مخاطب gij    | werkt       | werkte(t)   |
| مفرد وجمع مخاطب u      | werkt       | werkte      |
| المفرد الغائب          | werkt       | werkte      |
| جمع                    | werken      | werkten     |
| الصيغة الشرطية         |             |             |
|                        | حاضر        | ماضي        |
| مفرد                   | werke       | werkte      |
| جمع                    | werken      | werkten     |
| صيغة الأمر             |             |             |
| عام                    | werk        | werk        |
| جمع                    | werkt       | werkt       |
| أسماء الفاعل والمفعول  |             |             |
|                        | حاضر        | ماضي        |
|                        | werkend     | gewerkt     |

| مصدر                  | يتعلم leren | يتعلم leren |
| الصيغة الدالة         |             |             |
|                       | حاضر        | ماضي        |
| المفرد المتكلم        | leer        | leerde      |
| المفرد المخاطب jij    | leer(t)     | leerde      |
| مفرد وجمع مخاطب gij   | leert       | leerde(t)   |
| مفرد وجمع مخاطب u     | leert       | leerde      |
| المفرد الغائب         | leert       | leerde      |
| جمع                   | leren       | leerden     |
| الصيغة الشرطية        |             |             |
|                       | حاضر        | ماضي        |
| مفرد                  | lere        | leerde      |
| جمع                   | leren       | leerden     |
| صيغة الأمر            |             |             |
| عام                   | leer        | leer        |
| جمع                   | leert       | leert       |
| أسماء الفاعل والمفعول |             |             |
|                       | حاضر        | ماضي        |
|                       | lerend      | geleerd     |

وهناك بعض الأفعال الضعيفة القليلة تصرف بشكل شاذ، فتصرف بإضافة cht- مع تغيير في الحرف الساكن الأخير في جذر الفعل وحرف العلة السابق لها:
denken, dacht («يفكر، فكر»)
brengen, bracht («يحضر، أحضر»)

### الأفعال القوية (Sterke werkwoorden)
الأفعال القوية في اللغة الهولندية هي الأفعال غير المنتظمة في تصريفها، لكنها مع ذلك تختلف قليلة عن الأفعال الشاذة، فالأفعال القوية تشكل زمنها الماضي بتغيير حرف العلة في جذر الفعل، وكي نتعرف على الأفعال القوية يجب علينا أن نعرف الصيغ الثلاث للفعل: المصدر، الماضي، الماضي التام. على أية حال فإن حرف العلة يمكن تخمين تصريفه ويمكن أن تصنف هذه التخمينات على نحو سبعة مجموعات، وذلك على أساس حروف العلة الموجودة في أجزاء الفعل الثلاث سابقة الذكر. بعض الأفعال قد يكون تصريفها مزيجاً بين مجموعتي تصريف.
الأفعال القوية ليست شائعة في اللغة الهولندية لكنها تحوي بعض من أكثر الأفعال شيوعاً، فهناك حوالي 150 جذراً يشكلوا حوالي 800 فعلاً قوياً لو شملنا الأفعال ذات البوادئ المتصلة والمنفصلة:
أمثلة:
rijden, reed, gereden («يقود، قاد، مقاد»، مجموعة 1)
binden, bond, gebonden («يربط، ربط، مربوط»، مجموعة 3a)
geven, gaf, gegeven («يعطي، أعطى، معطى»، مجموعة 5)
lopen, liep, gelopen («يمشي/ يجري، مشى، مشى»، مجموعة 7b)
| المصدر                | يقود rijden | يقود rijden |
| الصيغة الدالة         |             |             |
|                       | حاضر        | ماضي        |
| المفرد المتكلم        | rijd        | reed        |
| المفرد المخاطب jij    | rijd(t)     | reed        |
| مفرد وجمع مخاطب gij   | rijdt       | reed(t)     |
| مفرد وجمع مخاطب u     | rijdt       | reed        |
| المفرد الغائب         | rijdt       | reed        |
| جمع                   | rijden      | reden       |
| الصيغة الشرطية        |             |             |
|                       | حاضر        | ماضي        |
| مفرد                  | rijde       | rede        |
| جمع                   | rijden      | reden       |
| صيغة الأمر            |             |             |
| عام                   | rijd        | rijd        |
| جمع                   | rijdt       | rijdt       |
| أسماء الفاعل والمفعول |             |             |
|                       | حاضر        | ماضي        |
|                       | rijdend     | gereden     |

| المصدر                | يعطي geven | يعطي geven |
| الصيغة الدالة         |            |            |
|                       | حاضر       | ماضي       |
| المفرد المتكلم        | geef       | gaf        |
| المفرد المخاطب jij    | geef(t)    | gaf        |
| مفرد وجمع مخاطب gij   | geeft      | gaf, gaaft |
| مفرد وجمع مخاطب u     | geeft      | gaf        |
| المفرد الغائب         | geeft      | gaf        |
| جمع                   | geven      | gaven      |
| الصيغة الشرطية        |            |            |
|                       | حاضر       | ماضي       |
| مفرد                  | geve       | gave       |
| جمع                   | geven      | gaven      |
| صيغة الأمر            |            |            |
| عام                   | geef       | geef       |
| جمع                   | geeft      | geeft      |
| أسماء الفاعل والمفعول |            |            |
|                       | حاضر       | ماضي       |
|                       | gevend     | gegeven    |

### الأفعال الشاذة (onregelmatige werkwoorden)
عدد من الأفعال تخلط الأنواع القوية والضعيفة للماضي، فهي لها ماضي تام قوي لكن كل أشكال الماضي الأخرى ضعيفة، والعكس صحيح:
lachen, lachte, gelachen («يضحك، ضحك، مضحوك»، ماضي ضعيف، ماضي تام قوي)
zouten, zoutte, gezouten («يملّح، ملّح، مملّح»، ماضي ضعيف، ماضي تام قوي)
vragen, vroeg, gevraagd («يسأل، سأل، مسؤول»، ماضي قوي، ماضي تام ضعيف)

### المضارع التام والأفعال الشاذة الأخرى (Voltooid deelwoord)
بعض الأفعال شائعة الاستخدام في اللغة الهولندية لها تصريف شاذ، وهذه التصريفات تشمل أفعال المضارع التام، وهذه الأفعال كان لها تاريخياً أشكال زمن مضارع والتي تشبه أزمنة الماضي في الأفعال القوية، ويمكن التعرف عليها في الهولندية الحديثة بغياب t- عنها في المفرد الغائب المضارع. وأفعال المضارع التام تحوي أزمنة ماضي ضعيف والتي غالباً ما يكون تصريفها شاذاً، والعديد من هذه الأفعال تستخدم في الهولندية الحديثة كأفعال مساعدة، على سبيل المثال الفعل zullen (سوف) وmogen (يمكن):
| المصدر                | سوف zullen  | سوف zullen |
| الصيغة الدالة         |             |            |
|                       | حاضر        | ماضي       |
| المفرد المتكلم        | zal         | zou        |
| المفرد المخاطب jij    | zul(t), zal | zou        |
| مفرد وجمع مخاطب gij   | zult        | zou(dt)    |
| مفرد وجمع مخاطب u     | zult, zal   | zou        |
| المفرد الغائب         | zal         | zou        |
| الجمع                 | zullen      | zouden     |
| الصيغة الشرطية        |             |            |
|                       | حاضر        | ماضي       |
| مفرد                  | zulle       | zoude      |
| جمع                   | zullen      | zouden     |
| صيغة الأمر            |             |            |
| عام                   | —           | —          |
| جمع                   | —           | —          |
| أسماء الفاعل والمفعول |             |            |
|                       | حاضر        | ماضي       |
|                       | —           | —          |

| المصدر                | ممكن mogen | ممكن mogen |
| الصيغة الدالة         |            |            |
|                       | حاضر       | ماضي       |
| المفرد المتكلم        | mag        | mocht      |
| المفرد المخاطب jij    | mag        | mocht      |
| مفرد وجمع مخاطب gij   | moogt      | mocht      |
| مفرد وجمع مخاطب u     | mag        | mocht      |
| المفرد الغائب         | mag        | mocht      |
| الجمع                 | mogen      | mochten    |
| الصيغة الشرطية        |            |            |
|                       | حاضر       | ماضي       |
| مفرد                  | moge       | mochte     |
| جمع                   | mogen      | mochten    |
| صيغة الأمر            |            |            |
| عام                   | —          | —          |
| جمع                   | —          | —          |
| أسماء الفاعل والمفعول |            |            |
|                       | حاضر       | ماضي       |
|                       | mogend     | gemogen    |

وهناك أفعال عديدة أخرى شاذة التصريف، ففعل يكون zijn ويملك hebben شائعا الاستخدام وتصريفهما شديد الشذوذ:
| مصدر                  | يكون zijn              | يكون zijn              |
| الصيغة الدالة         |                        |                        |
|                       | حاضر                   | ماضي                   |
| المفرد المتكلم        | ben                    | was                    |
| المفرد المخاطب. jij   | ben(t)                 | was                    |
| مفرد وجمع مخاطب gij   | zijt                   | waart                  |
| مفرد وجمع مخاطب u     | (لفظ أثري) bent, is    | was                    |
| المفرد الغائب         | is                     | was                    |
| الجمع                 | zijn                   | waren                  |
| الصيغة الشرطية        |                        |                        |
|                       | حاضر                   | ماضي                   |
| مفرد                  | zij                    | ware                   |
| جمع                   | zijn                   | waren                  |
| صيغة الأمر            |                        |                        |
| عام                   | wees, ben (colloquial) | wees, ben (colloquial) |
| جمع                   | weest                  | weest                  |
| أسماء الفاعل والمفعول |                        |                        |
|                       | حاضر                   | ماضي                   |
|                       | zijnd                  | geweest                |

| المصدر                | يملك hebben | يملك hebben |
| الصيغة الدالة         |             |             |
|                       | حاضر        | ماضي        |
| المفرد المتكلم        | heb         | had         |
| المفرد المخاطب jij    | heb(t)      | had         |
| مفرد وجمع مخاطب gij   | hebt        | had(t)      |
| مفرد وجمع مخاطب u     | hebt, heeft | had         |
| المفرد الغائب         | heeft       | had         |
| جمع                   | hebben      | hadden      |
| الصيغة الشرطية        |             |             |
|                       | حاضر        | ماضي        |
| مفرد                  | hebbe       | hadde       |
| جمع                   | hebben      | hadden      |
| صيغة الأمر            |             |             |
| عام                   | heb         | heb         |
| جمع                   | hebt        | hebt        |
| أسماء الفاعل والمفعول |             |             |
|                       | حاضر        | ماضي        |
|                       | hebbend     | gehad       |

## الأسماء (Zelfstandige naamwoorden)
الأسماء في الهولندية إما مفردة أو جمع، والهولندية الفصحى تحوى ثلاث أنواع: المذكر والمؤنث والجنس المحايد، على أنه في أجزاء كثيرة من هولندا لا يوجد تمييز بين ما كان أصلاً مذكراً أو مؤنثاً، يوجد فقط بين ما هو شائع أو محايد. ولا توجد قاعدة معينة للمؤنث أو المذكر إنما يتم تعلم كل اسم على حدة تذكيراً وتأنيثاً.

### الجمع (Meervoudsvorm)
يشكل الجمع بإضافة en- أو s/ 's- ‏ eren- مع عمل تغييرات التهجئة المطلوبة، وهذه التغييرات أحياناً لا قاعدة لها، رغم أن هناك بعض القواعد الأساسية.
- الكلمات ذات المقطع الواحد والشائعة كثيراً في الهولندية يتم تشكيل الجمع بوضع en-:

deur → deuren (باب)
boot → boten (قارب)
huis → huizen (منزل)
dief → dieven (لص)
- الكلمات التي تنتهي بالمصوت المخفي /ə/ غالباً ما تجمع ب s-، على أن هناك عدداً محدوداً ينتهي ب n- خاصةً لو كانت الكلمات قديمة، وبعض الكلمات تحتمل النهايتين، والأسماء المنعوتة من صفات غالباً تستخدم n-:

tante → tantes (عمة أو خالة)
chocolade → chocolades (شيكولاتة)
bode → boden / bodes (رسول)
oxide → oxiden (أكسيد)
grote → groten (شخص أو شئ كبير)
- الكلمات الحديثة نسبياً ذات حروف العلة الأخيرة الطويلة مثل: a, é, i, o, u, y غالباً تنتهي ب s'- (بفاصلة عليا)، أما إذا كانت تنتهي ب ee- أو é- فإن الفاصلة العليا لا تستخدم، والكلمات الأقدم عادة تستخدم en- أو ën-:

baby → baby's (طفل)
café → cafés (مقهى أو حانة)
pizza → pizza's (بيتزا)
radio → radio's (راديو)
ree → reeën (غزال)
la (lade) → laden (لكن في اللهجات العامية أحياناً la's) (درج)
- الكلمات المنتهية ب el- أو er- عادة تستخدم s-، وإذا جمعت ب en- فإنها تعطي إيحاءاً بأنها كلمة قديمة أو شعرية:

akker → akkers (فدان)
appel → appels (تفاح) أو (الجمع الأقدم) appelen (لاحظ: أنه للاسم المشتق aardappel → aardappelen (بطاطس) فإن الجمع aardappels ما زال شائعاً)
lepel → lepels (ملعقة)
sleutel → sleutels (مفتاح)
vader → vaders أو (اللفظ القديم) vaderen (آباء).
- الحروف المقطعة تتبع نفس القاعدة وما تمليه عليه نهاية الحرف، وعادة ما تجمع ب s-، لكن أحياناً en-:

APK → APK's (تصريحات تسيير السيارات)
cd → cd's (الأقراص المدمجة)

#### أسماء تنتهي بحرف العلةZelfstandig naamwoord eindigend op een klinker
- عدد من الأسماء التي ورثت من اللغة الهولندية القديمة تحتوي حرف علة قصير في صيغة المفرد لكن حرف علة طويل في صيغة الجمع، وعندما يمدد الحرف القصير i بهذا الطريقة فإنه يحول إلى حرف العلة e الطويل:

dag ‏(/dɑx/ «يوم») → dagen ‏(/ˈda:ɣə(n)/ «أيام»)
gebrek ‏(/ɣəˈbrɛk/ «عجز») → gebreken ‏(/ɣəˈbre:kə(n)‏/ «عجوزات»)
schip ‏(/sxɪp/ «سفينة») → schepen ‏(/ˈsxe:pə(n)‏/ «سفن»)
slot ‏(/slɔt/ «قفل») → sloten ‏(/ˈslo:tə(n)/ «أقفال»، وهو أيضاً جمع sloot «خندق»)
- وبعض الكلمات التي تحوي هذا التغيير: bad («حمام»)، bedrag («مبلغ من المال»)، bevel («قيادة»)، blad («ورقة، مجلة»)، dak («سقف»)، dal («وادي»)، gat («حفرة»)، gebed («صلاة»)، gebod («وصية، إحدى الوصايا العشر»)، gen («جين، عامل وراثي»)، glas («زجاج»)، god («الله»)، hertog («دوق»)، hof («محكمة»)، hol («كهف، ملجأ»)، lid («عضو»)، lot («تذكرة يناصيب»)، oorlog («حرب»)، pad («طريق»)، schot («ضربة»)، slag («معركة»)، smid («حرفي»)، spel («لعبة، مشهد»)، staf («العاملين»)، vat («برميل»)، verbod («منع، حظر»)، verdrag («معاهدة»)، verlof («إذن، أجازة»)، weg («طريق»).
- جمع الأسماء التي تنتهي ب -heid ‏(/ɦɛit/ تكون الجمع الشاذ: -heden ‏(/ɦe:də(n)/).

#### جمع بنهاية eren-
- بعض الكلمات القليلة تنتهي ب eren-، وهذه النهاية مشتقة من الأسماء الألمانية القديمة z-stem، وتشترك في الأصل مع النهاية الإنجليزية ren-

children (أطفال)، brethren (إخوة)
والجموع التالية تحمل نفس النهاية:
been «عظم» → beenderen (وإذا استخدمت بمعنى «أرجل», يكون الجمع عادة: benen)
blad «ورقة شجر» → bladeren (وعندما تستخدم بمعنى «ورقة أو مجلة», فإن الجمع يكون bladen)
ei → eieren (بيضة)
gelid → gelederen (رتبة)
gemoed → gemoederen (مزاج)
goed → goederen (جيد، حسن)
hoen → hoenderen (طير)
kalf → kalveren (عجل)
kind → kinderen (طفل)
kleed «ملبس» → (لفظ أثري) klederen / kleren «ملابس» (وهي تستخدم حالياً كاسم جمع)
lam → lammeren (حمل)
lied «أغنية» → liederen (إلى حد ما لفظ أثري، في الاستخدامات الحديثة يفضل صيغة التصغير: liedjes)
rad → raderen (عجلة)
rund → runderen (ماشية)
volk «شعب، أمة» → volkeren (إلى حد ما لفظ أثري، والجمع العادي volken هو الشائع)
- وعندما تستخدم في الكلمات المركبة فإن جذر هذه الأسماء عادة ما يشمل er-، على سبيل المثال:

eierschaal (قشر البيض)، kinderarbeid (عمل الأطفال)، klederdracht (الملابس التقليدية)، rundertartaar (تارتار اللحم)، volkermoord (إبادة جماعية). وهذه ليست قاعدة، فعلى أية حال الاسم المركب بالمفرد موجود أيضاً: eivorm (شكل البيضة)، rundvlees (اللحم البقري)، volkslied (النشيد القومي).

#### جمع مقتبس من لغات أخرى
- تستخدم نهاية الجمع اللاتيني في الكلمات ذات الأصل اللاتيني، ويعتمد ذلك على الكلمة ورسمية الاستخدام، لكن ممكن أيضاً استخدام النهاية العادية en- وs-:

museum «متحف» → musea / museums
politicus «سياسي» → politici / politicussen
- بعض الكلمات العلمية الحديثة المقتبسة من أصل لاتيني أو يوناني تشكل جمعها بتطويل حرف العلة، مثل الكلمات المدرجة آنفاً. هذه الكلمات هي في الأساس كلمات لاتينية تنتهي ب or- أو on-، فإلى جانب تغيير طول حرف العلة هناك أيضاً تغيير في مناطق النبر بالحروف، تقليداً لنموذج اللاتيني الأصلي، وفي كلا الحالين يتبع المفرد النبر الذي يسببه أصله اللاتيني، بينما الجمع يضع النبر على or- وon-. بعض الأمثلة:

elektron ‏(/e:ˈlɛktrɔn/ «إليكترون») → elektronen ‏(/e:lɛkˈtro:nə(n)/ «إلكترونات»)
doctor ‏(/ˈdɔktɔr/ «دكتور (حامل شهادة دكتوراة)») → doctoren ‏(/dɔkˈto:rə(n)/ «دكاترة»)
graviton ‏(/ˈɣra:vitɔn/ «جرافتون») → gravitonen ‏(/ɣra:viˈto:nə(n)/ «جرافتونات»)
reactor ‏(/re:ˈɑktɔr/ «مفاعل») → reactoren ‏(/re:ɑkˈto:rə(n)/ «مفاعلات»)
- الكلمات المقتبسة من الفرنسية أو الإنجليزية تستخدم النهاية s-، كتقليد لجمع الكلمة في لغتها الأصلية، وهذا يطبق خصيصاً على الكلمات المستعارة حديثاً:

harddisk → harddisks (القرص الصلب)
bonbon → bonbons (الحلوى)

### التصغير (Verkleinvorm)
يكثر استخدام صيغة التصغير في اللغة الهولندية لدرجة أنه يمكن اعتباره جزءاً من تصريف الأسماء. والتصغير بشكل عام يستخدم للتعبير عن الشئ الصغير أو أن له قيمة محببة.
وهناك طريقتين أساسيتين لصياغة التصغير: بإضافة tje- أو ke-، التصريف الأول هو الشائع بينما الثاني يستخدم فقط في بعض اللهجات الهولندية، غالباً في الجنوب: البرابنتية والليمبورخية. وكل الأسماء المصغرة محايدة لا نوع لها مهما كان نوع الاسم الأصلي. وجمع التصغير دائمًاً ينتهي ب s-.

#### التصغير ب tje-
اللاحقة الأساسية tje- تعدل بطرق عديدة على حسب الأصوات النهائية للاسم المرتبطة بها، تحذف ال t من النهاية عندما تضاف إلى حروف إحتكاكية أو إنفجارية:
(-b, -c, -d, -f, -g, -ch, -k, -p, -q, -s, -sj, -t, -v, -x, -z).
hond → hondje (كلب)
brief → briefje (خطاب)
hok → hokje (كوخ)
vis → visje (سمكة)
douche → doucheje (دش)
race → raceje (سباق)
لاحظ أنه في آخر مثالين ال e لا تنطق، إذن فهذه الكلمات تنتهي حقاً بحرف ساكن.
وعندما يكون حرف العلة في المقطع الأخير قصير وذو نبر ويتبعه حرف رخو sonorant فإن e زائدة تضاف، وتكون النهاية etje-:
kom → kommetje (زبدية، سلطانية)
pil → pilletje (حبة دواء)
lam → lammetje حمل)
ding → dingetje (شئ)
vriendin → vriendinnetje (صديقة)
baron → baronnetje (بارون)
في كل الحالات الأخرى تستخدم نهاية tje-، وهذا يتضمن:
- الكلمات التي تتنهي حرف علة أو حرف علة ذو صوتين مشدد
- كلمات لا تنتهي بحرف علة مشدد
- كلمات تنتهي بأحد حروف العلة السابقة متبوعة ب l ،n ،r.
- كلمات تنتهي بأحد أنواع حروف العلة السابقة متبوعة ب m-، والمزيج الناتج mtje- يكون mpje-
- كلمات تنتهي بأحد حروف العلة السابقة متبوعة ب ng-، والمزيج الناتج ngtje- يكون nkje-

وعندما يكون حرف العلة الأخير طويل فإنه يكرر وفقاً لذلك، والحرف الأخير i والذي لا يوجد في الكلمات الهولندية يحول إلى ie-، وحرف y إذا جاء في نهاية الكلمة فإنه يحصل على فاصلة عليا:
koe → koetje (بقرة)
auto → autootje (سيارة)
mama → mamaatje (ماما)
vrouw → vrouwtje (سيدة)
taxi → taxietje (تاكسي)
baby → baby'tje (رضيع)
school → schooltje (مدرسة)
kuil → kuiltje (حفرة)
maan → maantje (قمر)
muur → muurtje (حائط)
appel → appeltje (تفاح)
boom → boompje (شجرة)
duim → duimpje (إبهام اليد)
bodem → bodempje (تربة)
koning → koninkje (ملك)
houding → houdinkje (موقف)
في حروف العلة oe، وie فإن هناك بعض الغموض، فهي عندما تنطق قصيرة في بعض اللهجات فإنها تكون طويلة لبعض المتحدثين ولذلك فإنها تشكل ب أو بدون e-
bloem → bloemetje /bloempje (وردة)
wiel → wieltje /wieletje (عجلة)

#### التصغير ب ke-
في جنوب هولندا يستخدم التصغير ke- كثيراً، وهذا التصغير له أشكال أخرى بحسب اصوات الحروف السابقة له وذلك باستخدام قواعد مشابهة لتلك التي للتصغير tje-.
والشكل الأقدم لهذا التصغير هو ken- والذي يشبه كثيراً نظيره الألماني chen-. وهذا الشكل لا يستخدم كثيراً في الآونة الحديثة، لكننا نجده في النصوص والأسماء القديمة، وأشهر مثل على هذا التصغير Manneken Pis مانيكن بيس، وعندما تنتهي الكلمة بحرف ساكن طبقي (-g, -ch, -k, -ng) فإنه يضاف صوت إضافي مخالف s- ليكون التصغير في النهاية ske-:
dag → dagske (يوم)
lach → lachske (ضحكة)
stok → stokske (عصا)
ding → dingske (شئ)
koning → koningske (ملك)
كما أنه تضاف e- زائدة في ثلاث أحوال (يكون التصغير eke-):
- كلمات تنتهي بحرف إنفجاري غير طبقي (-p, -b, -t, -d)
- كلمات تنتهي ب n-
- كلمات تنتهي ب m, l, r ومسبوقة بحرف علة قصير:

أمثلة:
hond → hondeke (كلب)
voet → voeteke (قدم)
map → mappeke (ملف)
boon → boneke (فاصوليا)
bon → bonneke (قسيمة)
kom → kommeke (زبدية)
hol → holleke (حفرة)
bar → barreke (شريط)
باقي الحالات الأخرى تكون النهاية هي الشكل الأساسي ke-، وهذا يشمل:
- كلمات تنتهي بحرف علة
- كلمات تنتهي بحرف إحتكاكي غير انفجاري (-f, -v, -s, -z)
- كلمات تنتهي m, l, r مسبوقة بحرف علة طويل، أو حرف علة ذو صوتين، أو حرف علة غير مشدد

أمثلة:
mama → mamake (ماما)
koe → koeke (بقرة)
slof → slofke (شبشب)
doos → dooske (صندوق)
school → schoolke (مدرسة)
muur → muurke (حائط)
boom → boomke (شجرة)
bodem → bodemke

#### علامة الأوملوت في التصغير
الهولندية الفصحى كما في معظم اللهجات لا تستخدم الأوملوت (نقطتين فوق حروف معينة مثل: Ä، Ë، Ö، Ü) كتشكيل نحوي. على أية حال بعض اللهجات الشرقية (البرابانتية الشرقية، والليبمبورخية وبعض المناطق المتأثرة بالساكسونية الواطئة) بها أوملوت لحرف العلة السابق لنهاية التصغير، ولأن هذا ليس ملمحاً أساسياً فإنه من النادر وجودها في اللغة المكتوبة إلا إذا كان الغرض منها إستدعاء الروح المحلية للكلمة، وبالتالي الأوملوت أكثر شيوعاً في اللغة المتحدثة. بعض الأمثلة على ذلك:
man → menneke (رجل)
boom → beumke (شجرة)
pop → pupke (دمية)

#### تصغير الأسماء ذات الجمع الشاذ
الأسماء التي لها جمع شاذ تميل أن يكون لها تصغير شاذ أيضاً. على أية حال هذه ليست قاعدة، وكلا الشكلين ممكن أن يستعملا. في بعض الأسماء يكون التصريف الشاذ هو الشائع في جمع التصغير ونادراً ما يظهر في المفرد. بعض الأمثلة:
blad → blaadje (ورقة شجر)، في الجمع أيضاً bladertjes
dag → dagje (يوم)، في الجمع أيضاً daagjes
glas → glaasje (كوب)
kind → kindje (طفل)، في الجمع أيضاً kindertjes
pad → paadje (طريق)
rad → radje / radertje (عجلة)
schip → schipje / scheepje (سفينة)
spel → speeltje (لعبة)
vat → vaatje (برميل)

### الأحوال الاسمية (Naamvallen)
لم تعد أحوال الأسماء تستعمل في الهولندية الحديثة، فقد كانت تستعمل في اللغة الرسمية المكتوبة حتى أربعينات القرن العشرين، لكنها بعد ذلك ألغيت لأنها لم تعد تستعمل في اللغة المتحدثة، ولهذا السبب فإنها مقصورة هذه الأيام على بعض الجمل المتعارف عليها وأصبحت بشكل ملحوظ أثرية. وكان نظام الهولندية السابق يشبه الألمانية الحديثة، ويحوي أربع أحوال اسمية: المبتدأ، الإضافة (الملكية أو العلاقة)، المفعولية غير المباشرة (المفعول غير المباشر، مفعول ذو حرف جر)، النصب (المفعول المباشر، مفعول ذو حرف جر). وما بين هذه الحالات الأربع بقت فقط حالة المبتدأ. وفيما يلي بعض الأمثلة على الحالات الأخرى في بعض الحالات المتعارف عليها:
حالة الإضافة: de dag des oordeels «يوم القيامة»، Koninkrijk der Nederlanden «مملكة هولندا»
مفعول غير مباشر: in feite «في الواقع»، heden ten dage «هذه الأيام»
حالة النصب: op den duur «أخيراً»، goedenavond «مساء الخير»
وقد تولى دور حالات الاسم في الهولندية الحديثة ترتيب الكلمة في الجملة، وإلى حد أقل حروف الجر. على سبيل المثال التمييز بين المفعول المباشر وغير المباشر يحدث الآن بوضع المفعول المباشر قبل المباشر، أو باستخدام حرف الجر aan بمعنى (إلى) مع المفعول غير المباشر. وفي حالة الإضافة يستخدم حرف الجر van (من). وقد اختفت حالات الاسم ذات حروف الجر أيضاً.
وحالات الاسم هذه ما زالت تستخدم لإعطاء الإحساس المتعمد بالأثرية، والتي تستنسخ من جمل موجودة بالفعل. وهذا حقيقي أيضاً بالنسبة لحالة الإضافة، والتي ما زالت مستخدمة لتعطي إحساساً بالقدم. على أية حال فإن الناطقي باللغة ليس لديهم وعي كبير عن ما كانت عليه حالات الاسم في الماضي، ولأن المذكر والمؤنث تم دمجه في أحوال كثيرة فإن ناطقي اللغة عادةً ما يلتبس عليهم الأمر في أشكالهما القديمة، ولذلك نجد أن الناس عادة لا تستطيع التمييز كثيراً بين أداة الإضافة المذكر المحايد القديمة des وما يقابلها من نهاية الاسم s- مع أداة التأنيث أو الجمع der.
على سبيل المثال قد يجد المرء عنواناً كالتالي:
De geschiedenis der Nederlandse film («تاريخ الفيلم الهولندي»)
فحيث عوملت كلمة film على أنها مؤنث وبالتالي كلمتي der وNederlandse تعكس هذا التصريف، إلا أن كلمة فيلم في الأصل مذكر، وبالتالي فإنها تاريخياً لابد أن تقرأ:
De geschiedenis des Nederlandsen films
وفي الهولندية العادية الحديثة لا حاجة للتمييز حيث أنه يستخدم حرف الجر للدلالة على الإضافة:
De geschiedenis van de Nederlandse film
على الرغم من ذلك وعلى أية حال فإن الاستخدام الرسمي لحالة الإضافة يرتبط بالتعليم العالي والثقافة، فنجد مثلاً أن كليات جامعة لايدن لها أسماء تميل لحالة الإضافة هذه، بالإضافة إلى الاستخدام الديني، حيث أن استخدام حالة الإضافة يلعب دوراً مشابهاً لجعل اللغة أكثر توقيراً ورسمية.

## أدوات التعريف والنكرةBepaalde & Onbepaald lidwoorden
اللغة الهولندية بها أداة نكرة (een)، وأداتي تعريف (het, de). ‏  أداة de تستخدم للمؤنث والمذكر، وhet للأسماء المحايدة.
|           | مذكر      | مؤنث       | محايد     |
| --------- | --------- | ---------- | --------- |
| مفرد معرف | de man    | de vrouw   | het huis  |
| جمع معرف  | de mannen | de vrouwen | de huizen |
| مفرد نكرة | een man   | een vrouw  | een huis  |

وعادة ما تختصر (het, een) إلى (t, 'n')، ولا يوجد أداة نكرة في الجمع، فالاسم يستخدم كما هو ليدل على حاله، على أية حال فإن هناك أداة نفي نكرة (geen) بمعنى (ليس)، وهي تنفي أداة النكرة (een)، وهي محايدة لا تدل على مذكر أو مؤنث أو عدد:
Dat is geen man- (هذا ليس رجلاً)
Dat is geen vrouw- (هذه ليست سيدة)
Dat is geen huis- (هذا ليس منزلاً)
Dat zijn geen mannen- (هؤلاء ليسوا رجالاً)
Ik heb geen water- (ليس لدي ماء)
على أن أدوات التعريف والنكرة الهولندية كان لها تصريف للأحوال المختلفة في السابق. انظر التصريف القديم للأسماء الهولندية
ومن المهم بمكان معرفة كل اسم مع أداته الخاصة به سواء de، أو het لأن ذلك يؤثر على شكل الصفات وأسماء الإشارة والضمائر المتعلقة وهكذا التي تأتي بعد هذا الاسم.

## الضمائر (Voornaamwoorden)

### الضمائر الشخصية (Persoonlijke voornaamwoorden)
كما في الإنجليزية فإن الضمائر الشخصية ما زالت تحتفظ بالتمييز بين الأحوال الاسمية المختلفة، وقد بقت حالتين اسميتين: المبتدأ nominative والمفعول accusative.
ومثل باقي اللغات الأوروبية الأخرى فإن الهولندية لديها صيغة الاحترام (حضرتك أو حضراتكم)، فنجد أن ضمائر المخاطب التي تشير إلى المستمع توجد بصيغة رسمية وغير رسمية. على أية حال بسبب طريقة اللهجات المعقدة والمحددة التي تطورت بها هذه الضمائر فإنها ليست ببساطة استخدام صيغة الاحترام في اللغات الأخرى مثل الفرنسية أو الألمانية، ففي الألمانية القديمة/ الهندأوروبية المفرد المخاطب du/doe → (old english) thou هذه الصيغة وقعت من استخدام اللغة الهولندية أثناء العصور الوسطى، بينما ظلت مستخدمة في اللهجة الليمبورخية والساكسونية الهولندية السفلى والفريزية الغربية. وقد استبدلت صيغة المفرد القديمة بصيغة الجمع القديمة، والتي تتغير قليلاً على حسب اللهجة: gij في الجنوب وjij في الشمال. هذا التطور حدث أيضاً في الإنجليزية والتي كان لديها في الماضي صيغة احترام لكنها فقدت بفقدان اللفظ thou، على أية حال فإن هناك تغييرات كثيرة حدثت في الهولندية واللهجات الجنوبية والتي تطورت بشكل مختلف عن اللهجات الشمالية.
- في الشمال والهولندية الحديثة يستخدم الضمير u للتعبير عن صيغة الاحترام مما يجعل الضمير jij عامي أو غير رسمي، وهناك ضمير شخصي جمع بإضافة lie(den بمعنى (ناس) للمفرد القديم، وهذا يعطي الضمير jullie وهو ضمير غير رسمي يستخدم لمخاطبة جمع من الناس، والضمير الرسمي u يستخدم لكلاً من المفرد والجمع.
- في بعض اللهجات الجنوبية بقى الوضع القديم، وظل الضمير gij يستخدم بطريقة محايدة للتحدث إلى شخص بهذه اللهجات. على أية حال فإن الضمير jij يستخدم هناك في اللغة الرسمية مثلها مثل الشمال.
- عدد من اللهجات ابتكرت أشكال ضمائر الجمع مثل gijlie للتعبير عن الجمع المخاطب، وأيضاً hullie للتعبير عن الغائب الجمع، وهذه الأشكال ليست جزءاً من اللغة الهولندية الفصحى.

عدد من الضمائر يمكن أن تحدث في شكل مشدد وغير مشدد، فالمشددة تحتفظ بحرف علتها الأصلي، وتستخدم عند الحاجة للتأكيد على معنى معين، والشكل غير المشدد يستخدم المصوت المخفي /ə/ ويستخدم في الحالات الأخرى. الأشكال غير المشددة وضعت بين أقواس في الجدول التالي، وهذه التي تتهجأ بفاصلة عليا أو شرطة عادة لغة عامية ولا تستخدم في اللغة المكتوبة.
| الشخص                         | الفاعل     | المفعول      |
| ----------------------------- | ---------- | ------------ |
| المفرد المتكلم                | ik,'k      | mij, me      |
| المفرد المخاطب (غير رسمي)     | jij, je    | jou, je      |
| المفرد المخاطب (رسمي)         | u          | u            |
| المفرد المخاطب (بلهجة الجنوب) | gij, ge    | u            |
| المفرد الغائب المذكر          | hij, -ie   | hem,'m       |
| المفرد الغائب المؤنث          | zij, ze    | haar 'r, d'r |
| المفرد الغائب (محايد)         | het, 't    | het, 't      |
| المتكلم الجمع                 | wij, we    | ons          |
| المخاطب الجمع (غير رسمي)      | jullie, je | jullie, je   |
| المخاطب الجمع (رسمي)          | u          | u            |
| المخاطب الجمع (بلهجة الجنوب)  | gij, ge    | u            |
| الغائب الجمع (للأشخاص)        | zij, ze    | hun, hen, ze |
| الغائب الجمع (للأشياء)        | zij, ze    | die, ze      |

والضمائر هي الدليل الوحيد في اللغة الفصحى على المذكر والمؤنث، وبالتالي استخدام الضمائر يتغير بتغير الأشخاص الذين يتحدث عنهم أو معهم المتكلم. ففي الشمال يستخدم المتحدث الضمائر المؤنثة للحديث إلى الإناث والضمائر المذكرة للإشارة إلى الأشخاص الذكور، أما الجنوب فيستخدموا هذه الضمائر للإشارة للأسماء المذكرة والمؤنثة. انظر مقالة النوع في قواعد اللغة الهولندية لمزيد من التفاصيل.
في اللغة الفصحى الضمير الغائب الجمع hun يصف المفعول غير المباشر وhen يصف المفعول المباشر. هذا التمييز قدم بشكل سطحي في القرن السابع عشر، ثم تم تجاهله ولم يستوعبه الناس كثيراً، وبالتالي فإنهما يتبادلا الأماكن في الاستخدام، مع كون hun الأكثر شيوعاً. وشكل الضمير ze يعتبر سياسة مفيدة لتجنب اللبس بين الإثنين.
وفي اللغة العامية ze هي ضمير مبتدأ لبعض المتحدثين، ويعتبر ذلك فصحى فرعية.

### صفات الملكية (Bezittelijke voornaamwoorden)
صفات الملكية لها أشكال مشددة وغير مشددة مثلها مثل الضمائر.
| الشخص                         | غير مصرف       | مصرف  |
| ----------------------------- | -------------- | ----- |
| المفرد المتكلم                | mijn (m'n)     | mijne |
| المفرد المخاطب (غير رسمي)     | jouw (je)      | jouwe |
| المفرد المخاطب (رسمي)         | uw             | uwe   |
| المفرد المخاطب (بلهجة الجنوب) | uw             | uwe   |
| المفرد الغائب المذكر          | zijn (z'n)     | zijne |
| المفرد الغائب المؤنث          | haar ('r, d'r) | hare  |
| المفرد الغائب (محايد)         | zijn (z'n)     | zijne |
| المتكلم الجمع                 | ons            | onze  |
| المخاطب الجمع (غير رسمي)      | jullie (je)    | —     |
| المخاطب الجمع (رسمي)          | uw             | uwe   |
| المخاطب الجمع (بلهجة الجنوب)  | uw             | uwe   |
| الغائب الجمع (للأشخاص)        | hun            | hunne |

صفات الملكية لا تصرف عندما تستخدم في النسب إلى شئ بخلاف الصفات، وبالتالي:
Hij is mijn man. («إنه زوجي.»)
Dat is mijn huis. («ذلك منزلي.»)
ولكن يستثنى من ذلك صفة الملكية ons (نحن) والتي تصرف كصفة نكرة، أو تأخذ حرف e- مع الاسم المذكر أو المؤنث أو الجمع. وصفات الملكية معرفة في حد ذاتها، ولذا فإن أي صفة تليها تكون معرفة هي الأخرى حتى لو كان اسم المالك نفسه غير معرف:
ons grote huis («منزلنا الكبير»)
onze grote huizen («منازلنا الكبيرة»).
الشكل المصرف يستخدم أيضاً إذا كان المحدد إسنادي، ودائمًاً ما يسبق بأداة تعريف في هذه الحالة معطي الإحساس باسم ضمني، على سبيل المثال: Dit is mijn auto. De auto is de mijne (هذه سيارتي. السيارة سيارتي)، والضمير الشخصي Jullie (أنتم) ليس له شكل مصرف لذا فإن الجملة يعاد صياغتها باستخدام حرف الجر van (من) De auto is van jullie (السيارة سيارتكم)
وقبل أن تلغى نظام حالات الاسم من الهولندية المكتوبة كانت كل صفات الملكية تصرف على أنها صفات نكرة، وليس فقط ons.

### أسماء الإشارة (Aanwijzend voornaamwoorden)
يوجد بالهولندية أربع أسماء إشارة تشير بها لدرجتين مختلفتين من المسافات، وهي:
1. Deze هذا (تستخدم مع الأسماء المعرفة بأداة التعريف de)
2. Dit هذا (تستخدم مع الأسماء المعرفة بأداة التعريف het)
3. Die ذلك (تستخدم مع الأسماء المعرفة بأداة التعريف de)
4. Dat ذلك (تستخدم مع الأسماء المعرفة بأداة التعريف het)

ويوجد أيضاً درجة ثالثة غير محددة والتي تتشكل بالضمائر الشخصية، لكن انظر لمزيد من المعلومات في الظروف الضميرية.
وأسماء الإشارة تصرف مثلها مثل الصفات النكرة لكن بشكل شاذ، فهي في حد ذاتها معرفة، وبالتالي فأي صفة تليها تكون معرفة أيضاً.
|      | مذكر | مؤنث | محايد |
| مفرد | deze | deze | dit   |
| جمع  | deze | deze | deze  |

|      | مذكر | مؤنث | محايد |
| مفرد | die  | die  | dat   |
| جمع  | die  | die  | die   |

عندما يشار لشئ لم يذكر في الجملة بعد فإن اسمي الإشارة النكرة dit أو dat يستخدما:
.Dit is mijn nieuwe auto. Ik heb deze gisteren gekocht- («هذه سيارتي الجديدة. لقد اشتريت هذه بالأمس.»)
في المثال السابق السيارة معرفة وبالتالي كان من المفروض أن يستخدم اسم الإشارة deze لكن اسم الإشارة الأول أشار إلى شئ لم يذكر بعد، أما بعد أن عرف فإن الأداة deze استخدمت.
وعندما يستخدم اسم الإشارة ليشير لشئ لم يذكر بعد في الجمل الإسنادية فإنه يكون تتمة وليس مبتدأ، وتصريف الفعل يتبع باقي الجملة ويكون جمع حتى لو كان اسم الإشارة مفرد:
.Dat is een nieuw huis- («هذا منزل جديد»)
.Dit is mijn boek- («هذا كتابي»)
.Dat zijn nieuwe huizen («هذه منازل جديدة»، لاحظ اتفاق اسم الإشارة المفرد dat، مع فعل zijn في صيغة الجمع مع اسم الجمع huizen)
.Dit zijn mijn boeken- («هذه كتبي»، نفس الشئ مع dit)

### أدوات الاستفهام ({Vragende voornaamwoorden)
ضمائر الاستفهام في اللغة الهولندية تستفهم عن الأشخاص، المفاهيم أو الأشياء، وضمائر الاستفهام هي:
ًWie, wat, welke, wat voor, wiens، وهي على الترتيب (من، ماذا، ما، لمن/ لم، من)
أما الأدوات الأخرى مثل:waarom, wanneer, waar, hoe، (لماذا، متى، أين، كيف) فلا تعتبر ضمائر استفهام، فهي لا تسأل عن الأشخاص، المفاهيم أو الأشياء، وإنما عن الأسباب، الزمن، أو المكان.

## الصفات (Bijvoeglijke naamwoorden)
داخل الجملة الاسمية الهولندية توضع الصفة قبل الموصوف وبعد الأداة (إن وجد).

### التصريف (Verbuigingen)
تصريف الصفات يتبع الموصوف في النوع والعدد كما يتبعه تعريفاً وتنكيراً مثل العديد من اللغات الجرمانية. ويستخدم الشكل المعرف للصفة إذا سبق بأداة تعريف أو ضمير إشارة أو صفة ملكية أو كلمة تستخدم لتميز شئ خاص عن غيره، وفي الحالات الأخرى تصبح الصفة نكرة إذا سبقت بأداة نكرة أو أي كلمة نكرة مثل veel (كثير)، وalle (كل).
وبغض النظر عن كل الجوانب التي تحدد تصريف الصفة فإن الصفة لها شكلين أساسيين: الشكل غير المصرف أو الشكل الأساسي للصفة بدون إضافة أي نهايات، والشكل المصرف المضاف له نهاية e-. وتصريف الصفات يتم كالتالي:
|           | مذكر             | مؤنث              | محايد            |
| --------- | ---------------- | ----------------- | ---------------- |
| مفرد نكرة | een kleine man   | een kleine vrouw  | een klein huis   |
| جمع نكرة  | kleine mannen    | kleine vrouwen    | kleine huizen    |
| مفرد معرف | de kleine man    | de kleine vrouw   | het kleine huis  |
| جمع معرف  | de kleine mannen | de kleine vrouwen | de kleine huizen |

- والصفات تصرف بهذه الطريقة إن كانت في الصورة العزوية، حيث تسبق الاسم وتعدله، أما إن كانت في الصيغة الإسنادية فإنها لا تصرف، قارن:
de kleine man («الرجل الصغير») — de man is klein («الرجل صغير»)
kleine huizen ("small houses") — huizen zijn klein ("houses are small")
- معظم الصفات التي تنتهي ب en- لا تصرف، وهذا يتضمن صفات المواد بالإضافة لاسم الفاعل والمفعول في الأفعال القوية:
de houten stoel («الكرسي الخشبي»)
het stenen huis («المنزل الطوبي»)
de gebroken lampen («المصابيح المكسورة»)
- الصفات التي تنتهي بحرف علة في شكلها غير المصرف نادرة، ولا يوجد قاعدة ثابتة لها. وغالباً تكون الأشكال المصرفة وغير المصرفة واحدة لكن أحياناً يضاف لها النهاية ë-.

#### استخدامات إضافية للشكل غير المصرف
- الصفات غير المصرفة يمكن أن توجد أحياناً في سياقات أخرى مع أسماء محايدة، إذا كانت الصفة أساساً جزءاً من الاسم فإذن يستخدم الشكل غير المصرف في المفرد المعرف أيضاً:
het openbaar vervoer («المواصلات العامة»، ككيان محدد)
het openbare vervoer («المواصلات العامة»، تعني المواصلات التي خصصت للاستخدام العام، وقد تكون أي مركبة)
het groot woordenboek van de Nederlandse taal («القاموس الكبير للغة الهولندية»، كاسم علم)
het grote woordenboek van de Nederlandse taal («القاموس الكبير للغة الهولندية»، القاموس الذي حدث أن حجمه كبير)
- الصفات النكرة التي تصف الناس غالباً ما تبقى بلا تصريف، على سبيل المثال إذا كانت تصف قيمة محببة:
een groot man («رجل عظيم») — een grote man («رجل ضخم أو طويل»)
een talentvol schrijver («كاتب موهوب»)

### المجزئ
- الصفات لها شكل خاص يسمى المجزئ والذي يستخدم بعد ضمير نكرة مثل: iets (شئ ما)، niets (لا شئ)، veel (كثير)، weinig (قليل). والشكل المجزئ لهذه الصفات يأخذ النهاية s-:
.Vertel me iets interessants («قل لي شيئاً مشوقاً.»)
.Ik heb iemand nieuws leren kennen («لقد تعرفت على شخص جديد.»)
- الصفات التي بها في شكلها الأساسي s- أو sch- لا تأخذ النهاية s-:
.Ik heb iets paars aangetrokken («لقد ارتديت شيئاً بنفسجياً»، الشكل الأساسي أصلاً paars)
.Er is niet veel fantastisch aan («لا يوجد شئ مبهر حياله.»)
- الصفات القليلة النادرة التي تنتهي بحرف علة طويل تأخذ النهاية s'- بوضع فاصلة عليا:
.Ik vond paars niet zo mooi, dus heb ik nu iets lila's («أنا لا أحب البنفسجي كثيراً لذا لدي الآن شيئاً زهري اللون.»)

### صفات تستخدم كظروف
الشكل غير المصرف للصفة هو ضمنياً ظرف، مما يجعل من العسير أحياناً التمييز بينهما في الهولندية:
Dat is een snelle auto. De auto rijdt snel هذه سيارة سريعة. السيارة تجري بسرعة.
Wij werden vriendelijk begroet door die vriendelijke mensen هؤلاء الناس الودودين رحبوا بنا بود

### صفات تستخدم كأسماء
الشكل المصرف للصفة يمكن أن يستخدم كاسم، ويمكن التمييز بين ثلاث أنواع:
- الاسم الذي تشير إليه الصفة محذوف ويفهم ضمنياً، فالصفة هنا تصرف كما لو كان الاسم ما زال موجوداً، رغم أن الشكل المصرف يستخدم حتى مع المفرد النكرة المحايد.

?Je kunt deze auto kopen in verschillende kleuren. Wil je de groene, de blauwe of de gele («يمكنك أن تشتري هذه السيارة بعدة ألوان، هل تريد الأخضر، الأزرق، أم الأصفر؟»)
.Wij hebben drie kinderen, twee grote en een kleine («لدينا ثلاث أطفال، اثنان كبار، وآخر صغير.»،
أو.Wij hebben drie kinderen, twee grote en een klein)
- تستخدم الصفة كاسم مذكر أو مؤنث، غالباً ما يشير لشخص، والنهاية e- تضاف دائمًاً حتى للصفات التي تنتهي ب en-، ويتشكل الجمع بإضافة n-.

!Je rijdt als een blinde («أنت تقود السيارة كشخص أعمى!»)
?Waar ben je, mijn geliefde («أين كنت حبيبي؟»)
!Laat de gevangene vrij («أطلق سراح السجين!»، من اسم المفعول gevangen «المقبوض عليه/ السجين»)
.De rijken moeten de armen helpen («لابد أن يساعد الأغنياء الفقراء.»)
- تستخدم الصفة كاسم جمع يصف مفهوماً عاماً:

.Ik kan geen antwoord geven, omdat ik het gevraagde niet begrijp («لا أستطيع أن أجيب لأني لا أفهم ما سؤل.»)
.Angst voor het onbekende is heel gewoon («الخوف من المجهول أمر طبيعي جداً.»)

### صيغة التفضيل والتعظيم (Trappen van vergelijking)
- الصفات لها ثلاث درجات من التفضيل: الإيجابي، المقارن (الأفضل من)، الأسمى (الأفضل). المقارن والأسمى يتم تشكيلهما لغوياً بإضافة نهايات للصفة، وتحليلياً بإضافة كلمة meer (أكثر)، وmeest (الأكثر). وهذا الشكل التحليلي يستخدم فقط إذا أصبحت الكلمة طويلة بإضافة النهايات، أو أن يكون نطقها صعباً (خاصة في صيغة التعظيم (الأسمى)).
- وصيغة (الأفضل من) تتم بإضافة er- لشكل الصفة الأساسي، وللصفات التي تنتهي بالفعل ب r فإن الصيغة تتم بإضافة der-، وصيغة التفضيل هذه تصرف لحالها حسب موقعها من الجملة، كما أن لها شكل الصفة المجزئ، والشكل غير المصرف يستخدم كظرف.

.Ik ben groot, maar jij bent groter («أنا كبير لكنك أكبر.»)
.Dit speelgoed kan gevaarlijk zijn voor kleinere kinderen («هذه اللعبة ممكن أن تكون خطرة للأطفال الأصغر.»)
.Deze jas is duurder («هذا المعطف أغلى.»)
?Heb je niets goedkopers («ألا يوجد لديك شيئاً أرخص?»)
!Dat heb je nog fantastischer gedaan dan de vorige keer («لقد فعلته بشكل أكثر إدهاشاً من المرة السابقة!»)
- صيغة الأفضل أو الأسمى تتم بإضافة st-، ويساوي ذلك إضافة t- للشكل المجزئ. وعندما تنتهي الصفة ب s- وsch- فإن صيغة التفضيل تتم بإضافة st- وscht-، لكن هذه الأشكال نادراً ما تستخدم، ويفضل الشكل التحليلي meest:

.De Mont Blanc is de hoogste berg van de Alpen («جبل مون بلون هو أعلى جبل في سلسلة جبال الألب.»)
.Dit is het vieste toilet dat ik ooit heb gezien («هذا أقذر حمام رأيته»، وأيضاً Dit is het meest vieze toilet...)
- لأنه غالباً ما تستخدم صيغة التفضيل لتمييز شئ عن باقي الأشياء قاطبة فإنه عادة ما يصاحب بأداة التعريف de، وهذه يعني أنه نادراً ما يأتي غير مصرفاً، حتى في الجمل الإسنادية فإن الصيغة تسبق بأداة التعريف، وبالتالي فإنها تصبح أشبه بجملة إسمية والاسم ضمني:

.Deze jas is de duurste («هذا المعطف هو الأغلى.»)
.Dit huis is het grootste («هذا المنزل هو الأكبر.»)
- وعندما تستخدم صيغة التفضيل كظرف فإنها تسبق بأداة المحايد het، ويمكن استخدام كلا الشكلين المصرف وغير المصرف بلا أي اختلاف يذكر في المعنى. هذا الشكل يمكن أن يستخدم كجزء من الجمل الإسنادية، والتي قد تقود لتعارض مع النوع والذي يبدو غريباً لأول وهلة لكنه صحيح رغم ذلك:

Deze jas is het duurst(e) («هذا الجاكت هو الأغلى»)
Dit huis is het grootst(e) («هذا المنزل هو الأكبر.»)
Onze auto rijdt het hardst(e) van allemaal («عربتنا هي أسرع الكل.»)
- لاحظ أن الجملة الأولى تعني: (هذا الجاكت هو الأغلى) لها نفس المعنى في المثال السابق لها، وهما يمكن أن يتبادلا الأماكن لكنهما يحللا بشكل مختلف، فمع الأداة de هناك اسماً ضمنياً ويمكن أن يترجم كالآتي

«الجاكت الأغلى»، وصيغة التعظيم لابد أن تكون مصرفة في هذه الحالة، فكلمة de duurst ستكون خاطئة، ومع الأداة het لا يوجد اسم ضمني، وبالتالي يمكن استعمال كلا الشكلين het duurst وhet duurste.
- بعض صيغ الأفضل والتعظيم تستعير كلمات خارج التصريف العادي لها، وتستخدم جذر مختلف عن الشكل الأساسي للكلمة الأصلية، وهذه الحالات شاذة:

goed, beter, best («جيد، أفضل، الأفضل»)
veel, meer, meest («كثير، أكثر، الأكثر»)
weinig, minder, minst («قليل، أقل، الأقل»)
- وعندما تكون الصفة كلمة مركبة من ظرف واسم فاعل فإن الظرف أحياناً يتغير وليس الكلمة كلها، ويمكن إضافة مسافة بين الكلمتين أيضاً:

dichtbevolkt, dichter bevolkt, dichtstbevolkt («كثيف سكانياً، أكثر كثافة سكانية، الأكثر كثافة سكانية»)

## النفي (Negatie)
يوجد كلمتين للنفي في الهولندية: geen, niet.

### Geen
تأتي geen قبل الاسم، وعندما تكون أداة النكرة een مستخدمة، أو عندما لا توجد أداة أصلاً:
- Heb jij een euro voor mij? هل معك يورو لي؟
- Nee, Ik heb geen euro voor je? لا، ليس معي يورو لك.
وفي حالة عدم وجود أداة أًصلاً:
- Hij gaf haar bloemen لقد أعطاها وروداً.
- Hij gaf haar geen bloemen لم يعطها وروداً

### Niet
هناك سبعة قواعد لاستخدام أداة النفي niet:
1. بعد الفعل المسند
2. بعد كلمات: er, hier, daar وتعني على التوالي (يوجد، هنا، هناك)
3. بعد الكلمات التي تعبر عن الزمن
4. بعد مفعول به محدد
5. قبل الصفة
6. قبل شبه جملة مجرورة
7. قبل الظرف

أمثلة:
-Rook jij (هل تدخن)؟
Nee, Ik rook 'niet' (لا، أنا لا أدخن)
- Woon jij hier (هل تسكن هنا)
Nee, Ik woon hier niet (لا، أنا لا أسكن هنا)
- Ga je vanavond weg (هل ستخرج اليوم؟)
Nee, Ik ga vanavond niet weg (لا، لن أخرج اليوم)

## الأعداد (Het telwoorden)
هناك عدة أنواع من الكلمات التي تدل على العدد كالآتي:

### الأعداد الأصليةالمحددة
تستخدم الهولندية نظام العد العشري، والأعداد الأصلية التي تبنى بها الأعداد الأساسية هي:
| 0 | nul   |    |           |    |          |
| 1 | een   | 11 | elf       | 10 | tien     |
| 2 | twee  | 12 | twaalf    | 20 | twintig  |
| 3 | drie  | 13 | dertien   | 30 | dertig   |
| 4 | vier  | 14 | veertien  | 40 | veertig  |
| 5 | vijf  | 50 | vijftien  | 50 | vijftig  |
| 6 | zes   | 16 | zestien   | 60 | zestig   |
| 7 | zeven | 17 | zeventien | 70 | zeventig |
| 8 | acht  | 18 | achttien  | 80 | tachtig  |
| 9 | negen | 19 | negentien | 90 | negentig |

لاحظ أن العدد (een) هو نفس الكلمة لأداة النكرة (een)، ولذلك يتم التفريق بينهما في النطق بإضافة علامة النبرة الحادة (´) كالتالي: één لتدل على العدد 1، فكلمة (een) تنطق بلا تشديد /ɘn/، وكلمة (één) تنطق بتشديد مع تطويل حرف العلة /e:n/.
- وتبنى الأعداد الأصلية من 21: 99 (باستثناء العشرات) بإضافة en (بمعنى «و»). وترتيب نطق الأعداد مثله مثل اللغة العربية:
28 achtentwintig (ثمانية وعشرون)
83 drieëntachtig (ثلاثة وثمانون) (نلاحظ وضع نقطتان تشكيل فوق الe الثانية لتميزها في النطق عن ال e التي تسبقها.
99 negenennegentig (تسعة وتسعون)
100 honderd
200 tweehonderd
300 driehonderd، وهكذا
- الأعداد من 101 إلى 999 تبنى هكذا:
112 honderdtwaalf /honderdentwaalf
698 zeshonderdachtennegentig
- وماينطبق على تكوين المئات ينطبق على تكوين الآلاف:
1000 duizend
1000000 miljoen
1000000000 miljard
1000000000000 biljoen
1000000000000000 biljard
- والأعداد الأكبر من ألف تجمع معاً:
2348 tweeduizend driehonderdachtenveertig
117401067 honderdzeventien miljoen vierhonderdeenduizend zevenenzestig
- والأعداد حتى 10000 تجمع بالمئات:
1282 twaalfhonderdtweeëntachtig بدلاً من duizend tweehonderdtweeëntachtig، رغم أن الصيغتين صحيحتين.
- والعلامة العشرية يعبر عنها بفاصلة:
12390,35 / 12.390,35

### الأعداد الأصلية الغير محددة
ومثال على ذلك كلمات: enkels, verschillende, sommige, verscheidene, enige

### الأعداد الترتيبيةالمحددة
مثال على ذلك: tweede, honderste, duizendste

### الأعداد الترتيبية الغير محددة
ومثال على ذلك: zoveelste, laatste, middelste

### الكسور Breukgetallen
een kwart 1/4
1/2 een half
1/2 1 anderhalf
1/2 2 twee-eneen half
1/8 een achtste
twee derde 2/3
3/8 drie achtste
1/16 een zestiende
0,5% nul komma vijf procent
1,8% een komma acht procent

### الظروف (De bijwoorden)
الظروف هي كلمات تصف الصفة أو الفعل، ويمكن أن تشير إلى الزمان، والمكان، ومثال على ذلك:
- De juf is heel erg aardig (المدرسة لطيفة للغاية)
- De jongen loopt snel (الولد يمشي بسرعة)

#### الظرف الضميري
الظرف الضميري هو ظرف مكان يتوافق في المعنى مع ضمير ويأخذ مكانه، وهذا يحدث في الإنجليزية أيضاً لكن بشكل نادر، ومثال على ذلك في اللغة الإنجليزية: thereby (وبالتالي)، herewith (بهذا)، whereupon (عندئذ).
والظروف الضميرية تستخدم مع حروف الجر، وهذا شائع جداً في اللغة الهولندية، وفي بعض الحالات يكون ذلك إلزامياً. والجدول التالي يوضح الضمائر التي لها أشكال ظرفية:
| الضمير                     | الظرف   | المعنى                                          |
| -------------------------- | ------- | ----------------------------------------------- |
| dat                        | daar    | ذلك، هناك                                       |
| dit                        | hier    | هنا                                             |
| hem, haar, het, hun/hen/ze | er      | هو وهي للعاقل، هو وهي لغير العاقل، هم وهن، هناك |
| wat                        | waar    | ماذا، أين                                       |
| alles                      | overal  | كل شئ، كل مكان                                  |
| iets                       | ergens  | شئ ما، مكان ما                                  |
| niets                      | nergens | لا شئ، لا مكان                                  |

كلا من الضمير والظرف يمكن أن يستخدما كمفعول ذو حرف جر رغم أن الشكل الظرفي أكثر شيوعاً، فالضمير يستخدم عندما يريد المتحدث أن يكون محدداً حيال هذا الضمير، والضمير المحايد het هو إستثناء، ولا يمكن أن نجده مفعولاً ذو حرف جر، فالشكل الظرفي هنا إلزامي، وتستخدم الضمائر المذكرة والمؤنثة أكثر في شكل ضميري على أنه يمكن أيضاً استخدام الشكل الظرفي أحياناً.
وعندما تستخدم الأشكال الظرفية مع حرف جر فنجد أن هذه الظروف لا تظهر بعد حرف الجر لكن قبلها، فOveral (في كل مكان)، ergens (في مكان ما)، nergens (لا مكان، أي/ لا شئ) هي شكل منفصل عن الضمير بمسافة بينما الأربعة الأخيرة تلتصق بحروف الجر، على سبيل المثال:
Ik reken op je steun. («أنا أعتمد على دعمك.»)
Ik reken erop. («أنا أعتمد عليه.»)
Ik reken nergens op. («أنا لا أعتمد على شئ.»)
وهناك حرفي جر يتغير شكليهما عندما يلتحقا بالظرف الضميري:
- met «مع» ← mee

-.Hij stemt met alle voorstellen in («إنه يتفق مع كل العروض.»)
-.Hij stemt ermee in («إنه يتفق معها.»)
-. Hij stemt overal mee in («هو يتفق مع كل شئ.»)
- tot «(حتى، إلى)» ← toe

-. Ik kan me niet brengen tot deze wandaden («لا أستطيع أن أحمل نفسي على ارتكاب هذه الأعمال الوحشية.»)
-. Ik kan me hiertoe niet brengen («أنا لا أستطيع أن أحمل نفسي على هذا.»)
يمكن فصل الظرف الضميري وحرف الجر عن بعضهما البعض وذلك بوضع حرف الجر في نهاية الجملة، وهذا ليس مطلوباً دائمًاً، على أية حال تسمح بعض الحالات بتواجدهما معاً:
.Daar reken ik op («هذا ما أعتمد عليه»)، ويمكن جمعهما أيضاً: Daarop reken ik. or Ik reken daarop
.Ik reken er niet op («أنا لا أعتمد عليه.»)، هنا لابد أن ينفصلا.

## حروف الجر (Het voorzetsel)
تأتي حروف الجر في اللغة الهولندية غالباً في أول الجملة، ومن حروف الجر: op, om, in, met, naar, bij, naast وتعني على التوالي: (على، حوالي/ كي، في، مع، إلى، عند، مقابل). ومن أمثلة استخدامها:‏ 
- op de stoel (على المقعد)
- om vier uur (حوالي الساعة الرابعة)
- in het kooitje (في القفص)
- bij het huis (عند المنزل)
- naast het huis (بجانب البيت)

## أدوات الربط (Het voegwoord)
أدوات الربط تربط كلمتين، جملتين، أو أجزاء جمل مع بعضها، وهناك نوعين من أدوات الربط في اللغة الهولندية: أدوات ربط تنسيقية مثل: en, maar, want, of, dus, noch, doch، وتعني على التوالي: و، لكن، لأن، أو، إذن، لا، لكن)، مثال:
- Ik ga niet naar school, want het is vakantie (لن أذهب للمدرسة لأن اليوم عطلة)
والنوع الثاني من أدوات الربط هي أدوات ربط شرطية، مثل: dat, voordat, omdat, zodat, als, terwijl, etc، وتعني على التوالي: أنّ، قبل، لأن، وبالتالي، إذا، بينما، وهذه الأدوات الشرطية تختلف عن الأدوات التنسيقية في أنها تؤثر على ترتيب الجملة فهي تجعل فعل جملة جواب الشرط في نهاية الجملة كالتالي:
- Ik ga niet naar school, omdat het vakantie is (لن أذهب للمدرسة لأن اليوم عطلة)

## أسلوب التعجب (Het tussenwerpsel)
أساليب التعجب هي صيحات تعبر عن انفعالات أو محاكاة صوتية، وتقع دائمًاً منفصلة عن الجملة قبل أو بعد فاصلة:
-Boem, daar viel hij uit de boom (بوم! لقد وقع هو من على الشجرة)
- Ja, ik ga mee, hoor (نعم، سأذهب معه، طبعاً!)

## ترتيب الجملة (Woordvolgorde)
- يندرج ترتيب الجملة الهولندي عامةً تحت نظام (الفعل والفاعل والمفعول)، على أية حال فإن هناك نظام إضافي يسمى (الفعل الثاني) في الجمل الأساسية حيث ينقل الفعل الثاني المسند (وهو الذي تم تصريفه حسب الفاعل) في موقع آخر من الجملة، وبسبب ذلك فإن الجملة ذات الفعل الواحد نجدها تتبع نظام (الفعل والفاعل والمفعول) أما في وجود فعل آخر أو أكثر فإنه ينقل إلى آخر الجملة.

مثال على ذلك:
Jan hielp zijn moeder-
المعنى: يان ساعد أمه
الترجمة الحرفية: يان ساعد أمه.
- وعند دخول ظرف زمان في بداية الجملة فإن الفعل يجئ في الأول ثم الفاعل كالتالي:

Gisteren hielp Jan zijn moeder-
المعنى: بالأمس يان ساعد والدته.
الترجمة الحرفية: بالأمس ساعد يان والدته.
- على أية حال يتم وضع أي أفعال أخرى أو جزيئات لفظية في نهاية الجملة وفقا للترتيب (فعل- فاعل- مفعول) الأساسي، وهو ما يعطي الترتيب التالي:

Jan wilde zijn moeder gaan helpen-
المعنى: أراد يان أن يذهب ليساعد أمه.
الترجمة الحرفية: يان أراد أمه أن يذهب ليساعد
- في الجمل التابعة، ترتيب الجملة يكون بشكل أساسي (فعل- فاعل- مفعول).[10][11] في الجمل التابعة هناك ترتيبين ممكنين لمجموعات الفعل ويشار إليها باسم «الحمراء»: omdat ik heb gewerkt، «لأنني عملت» حيث يسبق الفعل المساعد أداة الماضي، و«الأخضر»: omdat ik gewerkt heb، حيث تسبق أداة الماضي الفعل المساعد، «لأنني عملت»: كما هو الحال في اللغة الألمانية.[12] في الهولندية، ترتيب الكلمات الأكثر استخداماً هو الأخضر في التحدث، والأحمر هو الأكثر استخداماً في الكتابة، وخاصةً في النصوص الصحفية، ولكن يتم استخدام «الأخضر» أيضا في الكتابة. خلافاً لما حدث في اللغة الإنجليزية، ولكن الصفات والظروف يجب أن تسبق الفعل: dat het boek groen is، «أن الكتاب أخضر». للحصول على تفسير مجموعات الفعل من ثلاثة أو أكثر انظر: الفعل الثاني (ترتيب الجملة)

Jan zei dat hij zijn moeder wilde gaan helpen-
المعنى: قال يان أنه أراد أن يذهب ليساعد أمه
الترجمة الحرفية: يان قال أنه أمه أراد أن يذهب ليساعد.
- في أسئلة (نعم- لا) عادة وليس دائمًاً يوضع الفعل في الجملة الأساسية أولاً وليس ثانياً، وإذا جاء في الترتيب الثاني في الجملة فإن ذلك غالباً يشير لحالة عدم التصديق والاندهاش، مثال على ذلك:

-السجين هرب؟
مقابل:
-هل هرب السجين؟
ومثال على ذلك بالهولندية:
? Hielp Jan zijn moeder-
ساعد يان أمه؟ (جاء الفعل في المقام الأول)
? Wilde Jan zijn moeder gaan helpen-
المعنى: هل أراد يان أن يساعد أمه؟
الترجمة الحرفية: هل أراد يان أمه يذهب ليساعد؟
? Zei Jan dat hij zijn moeder wilde gaan helpen-
المعنى: هل قال يان أنه أراد أن يساعد أمه؟
الترجمة الحرفية: هل قال يان أمه أراد أن يذهب ليساعد؟
- في الجمل الأمرية يأتي الفعل في الجملة الأساسية أولاً، رغم أنه من الممكن أن تسبق بجملة اسمية لتشير لمن المخاطب:

! Jan, ga je moeder helpen-
المعنى: يان، اذهب ساعد والدتك!
الترجمة الحرفية: يان، إذهب، والدتك ساعد!
Jan, zeg dat je je moeder wilde gaan helpen-
المعنى: يان، قل أنك أردت أن تذهب لتساعد والدتك!
الترجمة الحرفية: يان، قل أنك والدتك أردت أن تذهب لتساعد!
- في المثال التالي ترتيب (الفعل- الفاعل - المفعول) في الجملة الثانوية يسبب انفصال الأفعال عن الجمل الاسمية التي تقدمها:

Ik zie dat de ouders de kinderen John het huis hebben laten helpen schilderen
المعنى: أرى أن الآباء تركوا الأطفال يساعدوا جون في دهان المنزل.
الترجمة الحرفية: أرى أن الآباء الأطفال جون المنزل تركوا يساعدوا في الدهان.
- الصفات دائمًاً تأتي قبل الأسماء التي تنتمي إليها:

Rode appels-
التفاح الأحمر
- محددات الزمان تأتي عادة قبل محددات المكان:

Ik ben dit jaar naar Frankrijk geweest-
لقد ذهبت (هذا العام) إلى فرنسا

## 'Er'
كلمة er (وتعني من ضمن معان أخرى: هناك) ومن الممكن أن تكون ظرف مثلما يمكن أن تكون ضمير شخصي.
- Er يمكن أن تكون مبتدأ:

- Er zit een kat in de tuin
(هناك قطة في الحديقة)
- وإذا كانت er ضمير شخصي فإنها تشير إلى العدد وعادة ما تصاحب ب van أو محدد عددي:

- Heb jij maar één bloem? Ik heb er veel. (Ik heb er veel  van.)
هل لديك وردة واحدة فقط؟ لدى الكثير منها.
- Daar zie ik centen. Ik pak er tien. (Ik pak er tien  van.)
أرى هناك قروشاً، سألتقط منهم عشرة.
- إذا كانتer ظرف فإنها تستخدم بمثابة تعريف غير واضح للمكان:

-Hij is er.
إنه هنا.
-Ik heb er gewoond.
لقد سكنت هنا.

## مزيد من القراءة
- Audring, Jenny. (2006) Pronominal Gender in Spoken Dutch. Amsterdam: Journal of Germanic Linguistics 18.2 (2006):85-116
- Donaldson, Bruce. (1997) Dutch Comprehensive Grammar . Oxford: Routledge. ISBN 0-415-15419-7.
- van Riemsdijk, Henk (ed). (1999) Clitics in the Languages of Europe. Berlin: Mouton de Gruyter. ISBN 3-11-015751-9
- van Riemsdijk, Henk. (1978) A Case Study in Syntactic Markedness: The Binding Nature of Prepositional Phrases. Dordrecht: Foris.